# Drogen-U-Boot

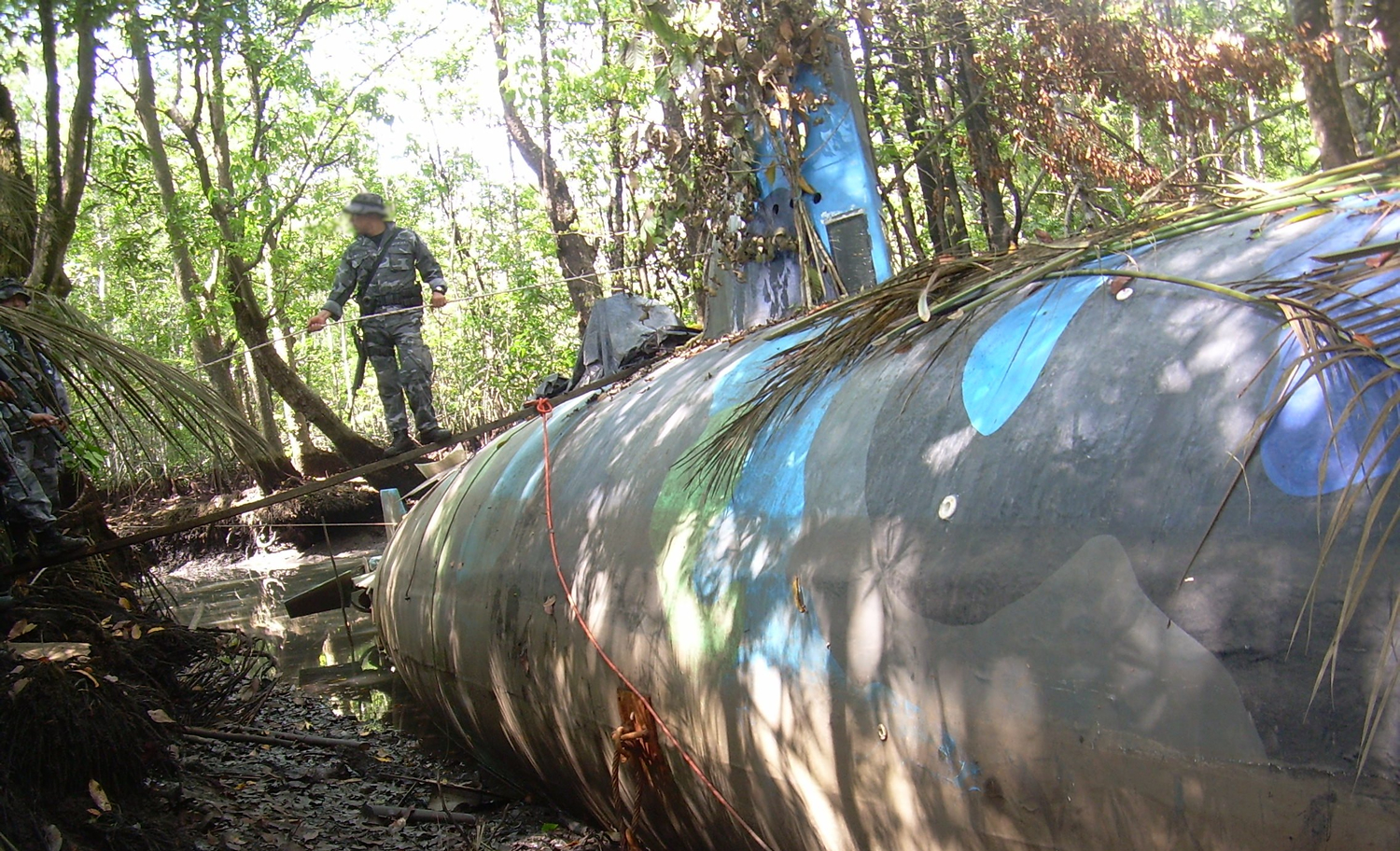
In Ecuador nahe der kolumbianischen Grenze gefundenes Schmuggel-U-Boot für Drogen. (2010)

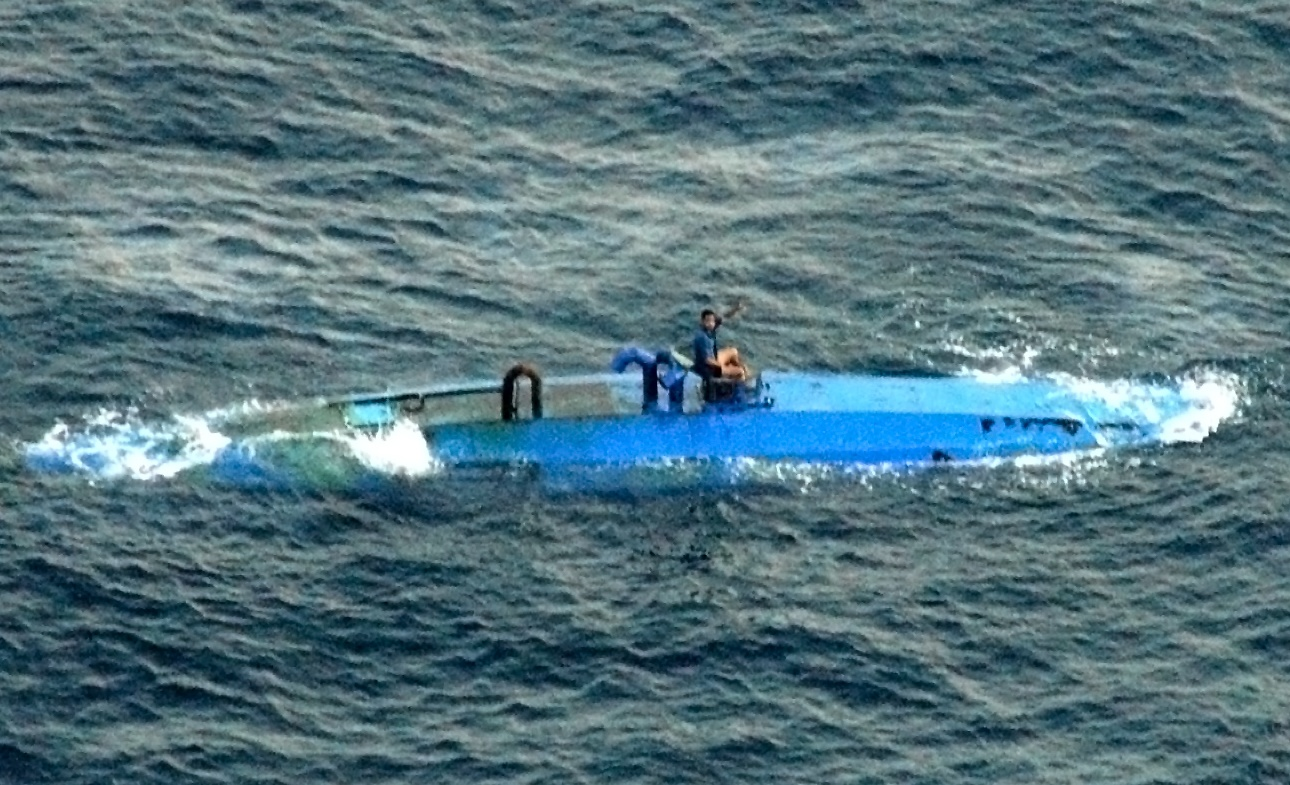
Drogen-U-Boot auf See, kurz vor der Aufbringung durch die US-Marine (2007)

Ein sogenanntes Drogen-U-Boot oder Schmuggel-U-Boot (englisch u. a. narco-submarine oder drug sub) ist ein Unterwasserboot, das hauptsächlich zum Schmuggeln illegaler Drogen dient. Die U-Boote oder Halbtaucher werden von einzelnen Kriminellen oder Gruppierungen der organisierten Kriminalität gebaut und betrieben. Viele der Tauchboote werden in kleinen Manufakturen im kolumbianischen Dschungel gefertigt und sind für den einmaligen Einsatz vorgesehen.

## Hintergrund und Geschichte
Erste Gerüchte von Schmuggler-U-Booten kamen in den 1990ern auf. Vielfach wurden sie als „Bigfoot“ bezeichnet, denn die Drogenfahndung hörte zwar von ihrer Existenz, aber niemand hatte ein solches Boot gesehen. Doch bereits 1997 wurden zwei Mini-U-Boote im Hafen von Santa Marta (Karibik) gefunden. Die Boote fuhren nicht bis nach Mexiko, meist stoppten sie schon in Honduras oder Guatemala. Von dort wurde das Rauschgift dann auf dem Landweg weiter transportiert.
Die mittelamerikanischen Schmuggler-U-Boote sind nur mit einem großen technischen Aufwand zu orten. Für die Besatzung ist es meist leicht, sie bei Entdeckung zu versenken. Vermutlich werden diese U-Boote verwendet, weil es immer schwieriger wird, mit Fischerbooten zu schmuggeln. Die Joint Interagency Task Force South (JITFS), eine Gemeinschaftsoperation von US-Marine, US-Küstenwache, CIA, verschiedenen Drogenbekämpfungsagenturen und zwölf weiterer Staaten, fing immer mehr Drogenschmuggler in ihren Schnellbooten ab. Im November 2006 wurde das erste Tauchboot mittelamerikanischer Schmuggler von der „JITFS“ aufgebracht. Ein Admiral der „JITFS“ sagte bereits 2008 dem Spiegel, dass er davon ausgehe, dass die Zahl der Halbtauchboote zunehmen werde, seitdem effektiver gegen Fischerboote vorgegangen werden könne. Er meint, dass 2008 70 bis 80 U-Boote im Einsatz waren.
In Westkolumbien werden die Boote auf Unterständen im Dschungel gebaut. Nach Erkenntnissen der „JITFS“ werden die Materialien mittels kleiner Boote angeliefert, nur selten auf dem Landweg. Die Organisationen bringen so selbst schwere Dieselmotoren in den Dschungel. Konstruiert werden die Boote von Technikern, die mit nautischer Technik vertraut sind und aus verschiedenen Ländern stammen. Meist sind dies ehemalige Konstrukteure von Freizeitbooten.
Die Besatzung besteht vorwiegend aus seeerfahrenen Fischern. Viele Drogen-Schmuggler sind in der Küstenregion um die kolumbianische Hafenstadt Buenaventura angesiedelt, in der es eine hohe Arbeitslosenquote und viel Armut gibt. Im BBC-Interview berichtete der Kapitän eines Fischerbootes, dass er für seine drei Törns in halbtauchenden U-Booten jeweils 300.000 US-Dollar pro Fahrt bekommen habe. Er bezeichnete die Lebensbedingungen in den zwei Wochen der Fahrt als „höllisch“: Die Boote verfügen über keine sanitären Einrichtungen, deshalb müsse die Besatzung in einer Mischung aus Kokain, Dieselgestank und Exkrementen leben.

## Konstruktion
Bei den Schmuggler-Tauchbooten handelt es sich in den meisten Fällen um halbtauchende Boote. Sie werden von der US-Marine als „Self-Propelled Semi-Submersible“ (SPSS) bezeichnet. Im Gegensatz zu echten U-Booten fahren sie nur wenige Meter bis Zentimeter unter der Wasseroberfläche und haben keine Druckausgleichsgeräte an Bord.
2008 wurden auch erstmals die von der „JITFS“ als „3. Generation“ bezeichneten U-Boote beobachtet. Sie sind aus Stahl gefertigt und verfügen oft über zwei parallel betriebene Maschinen mit hoher Leistung. Im Verhältnis zu den Vorgängern haben sie größere Treibstofftanks und somit die Fähigkeit, große Distanzen zurückzulegen.
2010 wurde das erste volltauchende U-Boot im ecuadorianischen Dschungel entdeckt.

### Typische Technische Daten
Die „JITFS“ charakterisiert die SPSS wie folgt:
- Material: Holz, Fiberglas, Stahl.
- Länge: 12 bis 25 Meter
- Freibord: 46 cm
- Maschinen: ein oder zwei Dieselmotoren (teilweise auch diesel-elektrisch)
- Treibstoffkapazität: 5.700 l
- Reichweite: 3.200 km (bis angeblich über 5.000 km)
- Geschwindigkeit: 11 kn
- Besatzung: 3–6 Personen
- Ladekapazität: 4 bis 12 t
- Steuerung: manuell oder ferngesteuert

## Beispiele von Drogen-U-Booten
- Im September 2000 fand die Policía Nacional de Colombia ein halbfertiges U-Boot in einer Lagerhalle in Facatativá, einem Vorort von Bogotá. Bei dem Boot wurden russische Baupläne gefunden. Das Boot hätte an die 200 Tonnen Drogen transportieren können, wäre 30 Meter lang geworden und vermutlich im Pazifik zu Wasser gelassen worden. Wegen der russischen Dokumente spekulierte die Polizei über die Beteiligung russischer Techniker. Bogota liegt 2250 m hoch, verfügt aber über eine gute Infrastruktur für den Bootsbau.[4]
- Im Oktober 2009 brachten guatemaltekische Behörden im Pazifik zusammen mit der US-Drogenbehörde DEA ein selbstgebautes Tauchboot mit rund zehn Tonnen Kokain auf. Das Boot wurde in internationalen Gewässern gestoppt und drei Kolumbianer und ein Mexikaner festgenommen.[5]
- Am 3. Juli 2010 beschlagnahmten die ecuadorianischen Behörden an der Grenze zu Kolumbien das erste echte voll funktionsfähige und volltauchende U-Boot: im Dschungel. Das U-Boot war diesel-elektrisch angetrieben und der Rumpf bestand aus Glasfaser und Kevlar. Es war 31 Meter lang, hatte einen 3-Meter-Turm mit Periskop und eine voll ausgestattete Klimaanlage. Das Boot konnte etwa 10 Tonnen Fracht transportieren, hatte eine Besatzung von fünf oder sechs Seeleuten sowie die Fähigkeit zum Tauchen bis auf 20 m Tiefe über lange Strecken. Der Tauchvorgang wurde mit Kompressoren gesteuert. Die ecuadorianischen Behörden beschlagnahmten das Boot noch vor seiner Jungfernfahrt.[6] Die Maschinen leisteten bis zu 345 PS und die Tanks fassten bis zu 1.700 US-Gallonen (ca. 6.400 Liter). Das Boot war mit einem GPS-Gerät und einer Nachtsichtkamera ausgestattet.[7]
- Am 14. Februar 2011 stellte die kolumbianische Polizei das erste volltauchende U-Boot in Kolumbien sicher, das bis zu acht Tonnen Kokain transportieren konnte. Das Boot wurde in der abgelegenen Provinz der Region Cauca am Fluss Timbiquí rund 440 Kilometer südwestlich von Bogotá aufgespürt. Das 30 Meter lange Fiberglasboot konnte fünf Besatzungsmitglieder aufnehmen, wurde von zwei Dieselmotoren angetrieben und besaß eine Klimaanlage. Es konnte bis zu drei Meter tief tauchen und war mit einem 5-Meter-Periskop ausgestattet. Das Boot hatte eine Reichweite von Kolumbien bis über Mexiko hinweg. Die kolumbianischen Behörden vermuten eine Bauzeit von sechs bis acht Monaten und Kosten in Höhe von zwei Millionen US-Dollar für ein solches Boot.
- Am 15. Februar 2011 brachte die kolumbianische Marine ein halbtauchendes U-Boot kurz vor der Küste auf. Der Polizei zufolge gehörte das U-Boot der FARC-EP. Die BBC berichtete, dass das Boot 30 Meter lang war und über ein ausgeklügeltes Navigationssystem verfügte. Es bot Behördenangaben zufolge Platz für fünf Besatzungsmitglieder und sieben Tonnen Drogen. Aufgebracht wurde das Boot im Pazifik vor der kolumbianischen Küstenstadt Buenaventura.
- Am 4. November 2011 beschlagnahmte die kolumbianische Marine ein Tauchboot, das für den Schmuggel von einer Tonne Kokain vorbereitet worden war. Das Tauchboot wurde mit Unterstützung der US-Marine 50 Seemeilen nordwestlich von Cartagena de Indias geortet. Die Bewacher des Transportboots hätten vergeblich versucht, es zu versenken, und flüchteten auf zwei Motorbooten. Die Ladung sollte nach Angaben der Marine nach Zentralamerika transportiert werden.[8]
- Im September 2012 fanden kolumbianische Fahnder ein U-Boot an der kolumbianischen Pazifikküste. Sie vermuteten, dass Schmuggler das Gerät für den Transport von bis zu 4 Tonnen Drogen genutzt haben könnten.
- Im Juli 2015 wurde von der amerikanischen Küstenwache in Gewässern südlich von Mexiko ein ca. 12 Meter langes U-Boot mit acht Tonnen Kokain gefunden. Es wurden zuerst nur sechs Tonnen sichergestellt und zwei Tonnen im Boot zur Stabilisierung belassen. Beim Versuch das U-Boot an die Küste zu schleppen sank dieses mit dem verbliebenen Kokain.[9]
- Im März 2016 stellte die US-Küstenwache ein Halbtaucherboot, das sich im Pazifik auf dem Weg zur amerikanischen Westküste befunden hatte. Das Boot war von einem P-3 Flugzeug entdeckt worden und transportierte etwa 5,5 Tonnen Kokain mit einem Verkaufswert von rund 194 Millionen Dollar. Vier Besatzungsmitglieder wurden verhaftet, das Boot sank beim Versuch es abzuschleppen.[10]
- Im November 2019 wurde von der spanischen Polizei ein 22 m langes U-Boot sichergestellt, das von drei Personen von Kolumbien über den Atlantik bis nach Galicien gesteuert worden war.[11]
- Im März 2021 entdeckte und beschlagnahmte die spanische Polizei in einem Lagerhaus in Málaga zum ersten Mal einen in Spanien gebauten Halbtaucher für Drogenschmuggel. Dieser war 9 m lang, 3 m breit und 3 m hoch und hatte eine Frachtkapazität von 2 t.[12]
- Im März 2023 barg die Guardia Civil ein über 15 m langes U-Boot aus Fiberglas vor Galicien.[13] Das Boot war leer; die Behörden vermuten, dass das transportierte Kokain bereits im Februar an Land gebracht und dann das Boot versenkt worden war.
- Am Samstag, dem 20. Januar 2024, wurden in einer gemeinsamen Aktion der kolumbianischen Marine und der Armada del Ecuador 32 Seemeilen (59 Kilometer) vor der Küste der nördlichen Provinz Esmeraldas zwei Halbtauchboote mit 795 kg und drei Tonnen Kokain im Wert von 50 Millionen US-Dollar beschlagnahmt und drei kolumbianische Staatsangehörige festgenommen. In den fünfzehn Meter langen U-Booten mit vier 75-PS-Yamaha-Motoren war die größere, in Ziegelformen gepresste Drogenmenge in 161 Jutesäcke verpackt gewesen. Im Jahre 2023 wurden von den kolumbianischen Behörden insgesamt zehn Narco-U-Boote abgefangen. Das Büro der Vereinten Nationen für Drogen- und Verbrechensbekämpfung schätzt, dass die Kokaplantagen in Kolumbien im Jahr 2022 ein Allzeithoch von 2299 km³ erreichten und die Kokainproduktion auf 1.700 Tonnen stieg – ein Anstieg von 24 % gegenüber 2022.[14]
- Im Januar 2025 brach ein verlassenes Narco-U-Boot in zwei Teile und sank schließlich 500 Meter vor der spanischen Küste, während Fischer versucht hatten dieses in den Hafen von Camariñas zu schleppen.[15]

### Operation Orion
Die kolumbianischen Strafverfolgungsbehörden und andere Organisationen aus 62 Ländern haben im November 2024 u. a. in sechs Halbtaucherschiffen insgesamt 1.400 Tonnen Drogen, darunter mehr als 1.000 Tonnen Marihuana und 225 Tonnen Kokain, beschlagnahmt. Im Zuge der 45 Tage dauernden Polizeiaktion wurden über 400 Personen festgenommen. Eines der „Narko-U-Boote“ war auf dem Weg von Tumaco, einer Hafenstadt an Kolumbiens Pazifikküste, nach Australien, es wurde mit fünf Tonnen weißem Pulver an Bord 2.000 km südwestlich der Clipperton-Inseln, einem unbewohnten französischen Korallenriff im Pazifik, fast 4.800 Kilometer vor der kolumbianischen Küste auf dem Weg nach Australien und Neuseeland abgefangen. Fünf Personen an Bord wurden festgenommen. Die steigende Nachfrage in Australien führt zu einem florierenden Markt, was wiederum kriminelle Aktivitäten anzieht. Der hohe Profit am Kokainhandel motiviert Drogenhändler, neue und effizientere Schmuggelmethoden zu entwickeln, damit mehr ihrer Produkte rund um den Globus verschickt werden. Ein Kilogramm Kokain wird in Australien für bis zu 240.000 US-Dollar verkauft, das ist das Drei- bis Sechsfache des Durchschnittspreises in den USA. Beteiligt waren Behörden aus den USA, der EU und Australien. Nach Schätzungen der UNO werden weltweit jährlich 2.700 Tonnen produziert und Kolumbiens Rekordmenge an jährlichen Beschlagnahmungen lag im Jahr 2022 bei 671 Tonnen.

## Drogen-Torpedos
Als „Drogen-Torpedos“ werden ferngesteuerte Untersee-Boote bezeichnet, die Drogen als Nutzlast transportieren. Die unbemannten Boote werden per Funkfernsteuerung geleitet und können sich teilweise im Fall eines Aufbringens selbst versenken.

## Aufspüren und Aufbringen

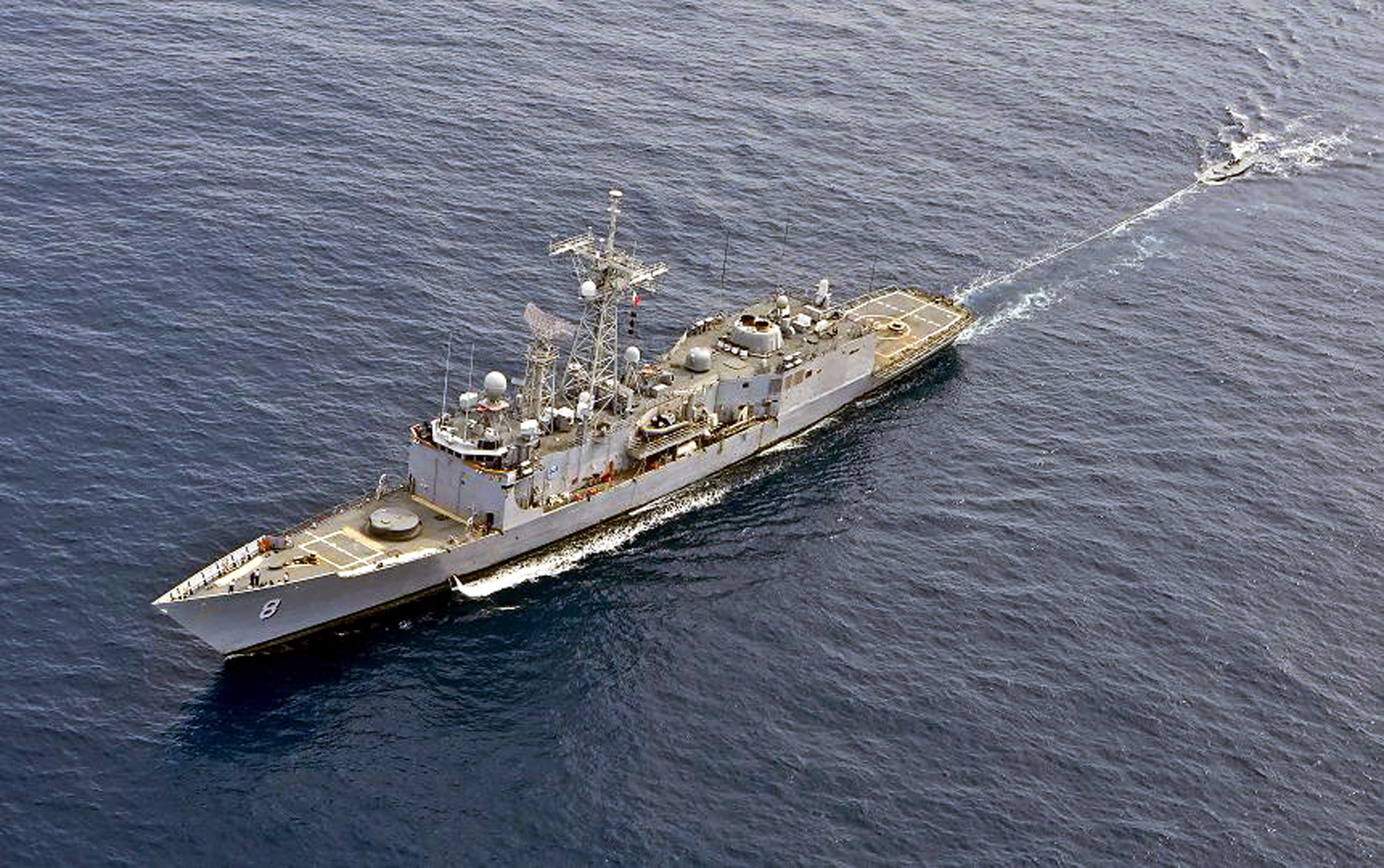
Die Fregatte USS McInerney mit einem aufgebrachten Drogen-U-Boot im Schlepp.

Moderne Drogen-U-Boote bestehen zu großen Teilen aus Fiberglas, was eine Ortung durch Sonar oder Radar kaum möglich macht. Diese Boote haben aber auch teilweise eine Bleiabschirmung an der Oberseite, um die Wärmestrahlung zu minimieren, um für Infrarot-Sensoren unsichtbar zu bleiben. Oft bleibt den Küstenwachten deshalb nur die visuelle Ortung der unter der Oberfläche fahrenden, meist grün und blau angestrichenen Boote.
Die kolumbianische Polizei beschlagnahmte von 2001 bis 2011 32 halbtauchende Boote für den Drogenschmuggel, davon allein 13 im Jahr 2007 und 12 im Jahr 2010.
Die JITFS mahnte 2008 an, dass mehr und bessere Luftüberwachung und Naherkundungstechnik bereitgestellt werden müsse. Das Department of Homeland Security ließ das den Schmuggler-U-Booten nachempfundene, halbtauchende Boot Pluto bauen. Es wird zum Testen der Erkundungsfähigkeit von verschiedenen Behörden eingesetzt.